# Svampbob Fyrkant: Äventyr på torra land
Svampbob Fyrkant: Äventyr på torra land (originaltitel: The SpongeBob Movie: Sponge Out of Water) är en amerikansk animerad film från 2015 som bygger på TV-serien med samma namn. Filmen är en "uppföljare" till Svampbob Fyrkant – Filmen.